# جورج دراموند
جورج دراموند (بالإنجليزية: George Drummond)‏ (1872 - ) هو لاعب كرة قدم بريطاني في مركز الهجوم. لعب مع ريث روفرز.